# (51895) Biblialexa
(51895) Biblialexa (2001 QX33) – planetoida z grupy pasa głównego asteroid okrążająca Słońce w ciągu 5,22 lat w średniej odległości 3,01 j.a. Odkryta 19 sierpnia 2001 roku.